# Santa Maria Egiziaca a Pizzofalcone
Santa Maria Egiziaca a Pizzofalcone je barokna rimokatolička crkva bazilika u ulici s titularnim imenom na brdu Pizzofalcone, u povijesnom središtu Napulja, regija Kampanija, Italija. Tlocrt crkve prvobitno je dizajnirao Cosimo Fanzago.

## Povijest
Godine 1616. na tom se mjestu nalazila mala crkva, ali je 1639. skupina od pet redovnika augustinaca iz samostana povezanog s crkvom Santa Maria Egiziaca a Forcella osnovala samostan u palači pokraj male crkve. Godine 1648. prvi su angažirali Cosima Fanzaga da projektira crkvu. Godine 1665. uloga je pripala Francescu Antoniju Picchiattiju, a od 1691. do 1716. Antoniju Gallucciu. Potonji su arhitekti značajno modificirali Fanzagove nacrte.

## Arhitektura
Ulaz sadrži slikovito stubište koje je, kao i kupolu, dizajnirao Guglielmelli. Ono vodi do upečatljive konveksne fasade. Unutrašnjost ima štukaturu i pločice od majolike. Oltari su u višebojnom mramoru. Balustrada oltara sadrži razne grbove plemićkih obitelji koje su bile pokrovitelji gradnje.
Crkva sadrži Bogorodicu i svece koje je naslikao Paolo De Matteis. Glavna oltarna pala je Bogorodica (1738.) Giuseppea Bastellija. Ostale slike uključuju Santa Maria Egiziaca i Sant'Agostino, Onofrija Palumba. Crkva ima tri drvena kipa iz 18. stoljeća koje je izradio Nicola Fumo, koji prikazuju anđela čuvara, Bezgrešnog začeća i svetog Mihovila arkanđela.